# Ostetal mit Nebenbächen
Das Ostetal mit Nebenbächen ist ein Naturschutzgebiet in den niedersächsischen Gemeinden Sittensen, Hamersen und Groß Meckelsen in der Samtgemeinde Sittensen, den Gemeinden Elsdorf und Heeslingen und der Stadt Zeven in der Samtgemeinde Zeven, der Gemeinde Kirchtimke in der Samtgemeinde Tarmstedt, den Gemeinden Seedorf, Ostereistedt, Selsingen und Sandbostel in der Samtgemeinde Selsingen und der Stadt Bremervörde im Landkreis Rotenburg (Wümme).

## Allgemeines
Das Naturschutzgebiet mit dem Kennzeichen NSG LÜ 359 ist circa 2667 Hektar groß. Es ist zu einem großen Teil Bestandteil des FFH-Gebietes „Oste mit Nebenbächen“. Das Naturschutzgebiet grenzt im Norden kleinflächig an das Naturschutzgebiet „Huvenhoopsmoor“ sowie an das Naturschutzgebiet „Beverniederung“. Nordwestlich von Groß Meckelsen grenzt es an das Landschaftsschutzgebiet „Gut und Forst Kuhmühlen“, entlang der Bade und ihren Nebenbächen westlich von Zeven ist es größtenteils vom Landschaftsschutzgebiet „Untere Bade und Geest“ umgeben. Große Teile des Landschaftsschutzgebietes „Ostetal“ gingen ebenso im Naturschutzgebiet auf wie Teile der Landschaftsschutzgebiete „Untere Bade und Geest“ und „Gut und Forst Kuhmühlen“ sowie das Landschaftsschutzgebiet „Borm (Quellteich) mit nächster Umgebung bei Twistenbostel“ (auch als Landschaftsschutzgebiet „Borm (Quellteich) mit Waldumgebung“ bezeichnet). Das Gebiet steht seit dem 1. August 2020 unter Naturschutz. Zuständige untere Naturschutzbehörde ist der Landkreis Rotenburg (Wümme).

## Beschreibung
Das Naturschutzgebiet erstreckt sich entlang der Osteniederung zwischen Sittensen und Bremervörde und schließt Abschnitte der der Oste zufließenden Bäche Kuhbach, Ohbeck, Röhrsbach, Knüllbach, Twiste und Bade mit Teilen ihrer Niederungen und Talbereiche mit ein. Stellenweise sind auch daran angrenzende Bereiche mit Mooren oder Wäldern in das Naturschutzgebiet mit einbezogen. Die Oste und zu einem großen Teil auch ihre Nebengewässer verlaufen relativ naturnah mäandrierend durch ihre Niederungen. Sie verfügen über flutende Unterwasservegetation. Die Fließgewässer werden vielfach von Gehölzen begleitet, teilweise sind Auwälder mit Schwarzerle, Esche und Gewöhnlicher Traubenkirsche sowie Flatterulme und Stieleiche ausgebildet. Insbesondere im Norden des Naturschutzgebietes wird die Oste streckenweise nur von einzelnen Gehölzen oder kleinen Gehölzgruppen begleitet. Die Niederungen werden vielfach von als Wiese oder Weide genutztem Grünland unterschiedlicher Feuchtegrade und Nutzungsintensitäten eingenommen. Stellenweise sind Pfeifengraswiesen ausgebildet. Teilweise werden Flächen auch als Acker genutzt. In Teilen der Niederungen sind Röhrichte, Hochstaudenfluren oder Feuchtgebüsche ausgebildet. Die Ränder der Niederungen sind vielfach bewaldet. Ebenso sind bewaldete Flächen insbesondere an den Nebenbächen der Oste in das Naturschutzgebiet einbezogen. Hier stocken vielfach naturnahe Laub- und Mischwälder, die als Eichen- und Eichen-Hainbuchenwälder bzw. Buchenwälder. Die Eichen- und Eichen-Hainbuchenwälder werden Stieleiche, Traubeneiche, Hainbuche, Esche, Feldahorn, Vogelkirsche und Flatterulme gebildet. Auf Sandböden gesellen sich dazu auch Eberesche und Zitterpappel, auf nassen Standorten auch Schwarzerle. Die Buchenwälder werden je nach Ausprägung als Hainsimsen- oder Waldmeister-Buchenwälder von Rotbuche, Stieleiche und Traubeneiche sowie Esche, Vogelkirsche und teilweise Hainbuche gebildet. Die Wälder im Naturschutzgebiet verfügen über einen hohen Alt- und Totholzanteil. In Mooren wie dem Voßmoor südöstlich von Badenstedt und Teilen des Standortübungsplatzes Seedorf südöstlich von Seedorf sind offene Moorflächen, Feuchtheiden und Moorwälder ausgebildet. Hier siedeln Torfmoose, Glocken- und Besenheide sowie Wollgras. Daneben sind torfmoosreiche Seggen- und Wollgrasriede zu finden. Die Moorwälder werden von Moorbirke, Sandbirke und Waldkiefer gebildet. Aus ehemaligen Torfstichen sind dystrophe Stillgewässer mit torfmoosreicher Verlandungsvegetation entstanden. Die Stillgewässer sind Lebensraum unter anderem für Amphibien wie Moorfrosch und Libellen wie Große Moosjungfer. Weiterhin sind Stillgewässer mit Strandlings- und Zwergbinsenvegetation bzw. Laichkraut- und Froschbiss-Gesellschaften zu finden. Sie beherbergen unter anderem Kreuzkröte, Knoblauchkröte, Laubfrosch und Kammmolch. Vereinzelt kommen Borstgrasrasen vor, die im Bereich von Binnendünen mit trockenen Heideflächen und Magerrasen verzahnt sind. Die Heiden auf Binnendünen werden von Besenheide dominiert. Teilweise sind Bestände von Englischem und Behaartem Ginster ausgebildet. Stellenweise sind offene Grasflächen mit Silber- und Straußgras vorhanden.
Die Fließgewässer beherbergen unter anderem Aal, Hecht, Meer- und Bachforelle, Groppe, Elritze, Bitterling, Quappe, Schlammpeitzger, Steinbeißer sowie Meer-, Fluss- und Bachneunauge. Sie sind mit ihren Niederungen Lebensraum für den Fischotter und verschiedene Libellen, darunter die Grüne Flussjungfer.
Das Naturschutzgebiet beherbergt mit seinen unterschiedlichen Lebensräumen eine artenreiche Avifauna, darunter Schwarzstorch, Rotmilan, Mittelspecht, Buntspecht, Ziegenmelker, Trauerschnäpper, Braunkehlchen, Feldlerche, Heidelerche, Wachtelkönig, Bekassine und Eisvogel.
Im Naturschutzgebiet siedeln teilweise gefährdete Gefäßpflanzen, darunter Igelsegge, Steife Segge, Walzensegge, Fadensegge, Hirsesegge, Fadenbinse, Kopfige Hainsimse, Wiesenkammgras, Winterschachtelhalm, Mittlerer Sonnentau, Rundblättriger Sonnentau, Gewöhnliche Moosbeere, Schachblume, Geflecktes Knabenkraut, Breitblättriges Knabenkraut, Übersehenes Knabenkraut, Gelbe Wiesenraute, Weiße Waldhyazinthe, Grünliche Waldhyazinthe, Hohe Schlüsselblume, Bachnelkenwurz, Wiesenalant, Wasserschierling, Großer Klappertopf, Langblättriger Ehrenpreis, Ährige Teufelskralle, Sumpfläusekraut, Röhriger Wasserfenchel, Sumpfplatterbse, Großes Zweiblatt, Kleiner Baldrian, Leberblümchen, Moorlilie, Heidenelke, Teufelsabbiss, Einbeere, Wassergreiskraut, Sanikel, Hirschsprung, Bachquellkraut, Krebsschere, Sumpfcalla, Schwanenblume, Sumpfdotterblume, Königsfarn, Buchenfarn und Sumpffarn.
Das Naturschutzgebiet ist von verschiedenen Wegen aus erlebbar. Durch Teile des Naturschutzgebietes verlaufen Abschnitte der Nordpfade, ausgewiesene Wanderwege im Landkreis Rotenburg (Wümme). Das Naturschutzgebiet wird von mehreren Verkehrswegen gequert, darunter die Autobahn 1 südwestlich von Sittensen, die Bundesstraße 71 nördlich von Zeven, die Landesstraße 142 zwischen Zeven und Sittensen und die Landesstraße 124 in Heeslingen sowie die Bahnstrecke Bremervörde–Walsrode nordwestlich von Zeven.